# Pavel Zacha
Pavel Zacha (* 6. dubna 1997 Brno) je český hokejový útočník, momentálně hrající NHL za tým Boston Bruins. V roce 2015 byl draftován již v 1. kole jako 6. celkově týmem New Jersey Devils.
Pavel Zacha prošel speciálním sportovním programem otce známým pod názvem Kamevéda. S hokejem Pavel Zacha začínal ve Velkém Meziříčí. V ELH oblékal dres Bílých Tygrů Liberec, jako junior také HC Komety Brno.

## Ocenění a úspěchy
- 2015 OHL – První All-Rookie Tým
- 2015 MS18 – Top tří nejlepších hráčů v týmu

## Prvenství
- Debut v NHL – 10. dubna 2016 (New Jersey Devils proti Toronto Maple Leafs)[2]
- První asistence v NHL – 10. dubna 2016 (New Jersey Devils proti Toronto Maple Leafs)
- První gól v NHL – 3. listopadu 2016 (Florida Panthers proti New Jersey Devils, brankáři James Reimer)

## Statistiky

### Klubové statistiky
| Sezóna      | Klub                   | Soutěž      |     | Základní část | Základní část | Základní část | Základní část | Základní část |   | Play off | Play off | Play off | Play off | Play off |
| Sezóna      | Klub                   | Soutěž      | Z   | G             | A             | B             | TM            | Z             | G | A        | B        | TM       |          |          |
| 2012/13     | HC Benátky nad Jizerou | 1.ČHL       | 0   | 0             | 0             | 0             | 0             | 1             | 0 | 0        | 0        | 0        |          |          |
| 2013/14     | HC Benátky nad Jizerou | ČHL         | 12  | 4             | 5             | 9             | 6             | —             | — | —        | —        | —        |          |          |
| 2013/14     | Bílí Tygři Liberec     | ČHL         | 38  | 4             | 4             | 8             | 10            | 3             | 0 | 0        | 0        | 0        |          |          |
| 2014/15     | Sarnia Sting           | OHL         | 37  | 16            | 18            | 34            | 56            | 5             | 2 | 1        | 3        | 10       |          |          |
| 2015/16     | New Jersey Devils      | NHL         | 1   | 0             | 2             | 2             | 0             | —             | — | —        | —        | —        |          |          |
| 2015/16     | Albany Devils          | AHL         | 1   | 0             | 2             | 2             | 0             | 3             | 1 | 2        | 3        | 2        |          |          |
| 2016/17     | New Jersey Devils      | NHL         | 70  | 8             | 16            | 24            | 19            | —             | — | —        | —        | —        |          |          |
| 2017/18     | New Jersey Devils      | NHL         | 69  | 8             | 17            | 25            | 30            | 5             | 0 | 0        | 0        | 6        |          |          |
| 2018/19     | New Jersey Devils      | NHL         | 61  | 13            | 12            | 25            | 15            | —             | — | —        | —        | —        |          |          |
| 2018/19     | Binghamton Devils      | AHL         | 4   | 0             | 5             | 5             | 2             | —             | — | —        | —        | —        |          |          |
| 2019/20     | New Jersey Devils      | NHL         | 65  | 8             | 24            | 32            | 14            | —             | — | —        | —        | —        |          |          |
| 2020/21     | New Jersey Devils      | NHL         | 50  | 17            | 18            | 35            | 10            | —             | — | —        | —        | —        |          |          |
| 2021/22     | New Jersey Devils      | NHL         | 70  | 15            | 21            | 36            | 22            | —             | — | —        | —        | —        |          |          |
| 2022/23     | Boston Bruins          | NHL         | 82  | 21            | 36            | 57            | 16            | 7             | 0 | 6        | 6        | 2        |          |          |
| 2023/24     | Boston Bruins          | NHL         | 78  | 21            | 38            | 59            | 18            | 13            | 1 | 5        | 6        | 4        |          |          |
| NHL celkově | NHL celkově            | NHL celkově | 546 | 111           | 184           | 295           | 144           | 25            | 1 | 11       | 12       | 12       |          |          |

### Reprezentační statistiky
| Rok                       | Tým                       | Soutěž                    | Z  | G | A | B  | TM |
| ------------------------- | ------------------------- | ------------------------- | -- | - | - | -- | -- |
| 2013                      | Česko 18                  | MS18                      | 5  | 0 | 3 | 3  | 2  |
| 2014                      | Česko 20                  | MSJ                       | 5  | 0 | 0 | 0  | 0  |
| 2014                      | Česko 18                  | MS18                      | 7  | 3 | 2 | 5  | 4  |
| 2015                      | Česko 20                  | MSJ                       | 5  | 1 | 1 | 2  | 0  |
| 2015                      | Česko 18                  | MS18                      | 5  | 5 | 0 | 5  | 10 |
| 2016                      | Česko 20                  | MSJ                       | 3  | 0 | 1 | 1  | 0  |
| 2024                      | Česko                     | MS                        | 4  | 1 | 0 | 1  | 0  |
| Juniorská kariéra celkově | Juniorská kariéra celkově | Juniorská kariéra celkově | 30 | 9 | 7 | 16 | 16 |
| Seniorská kariéra celkově | Seniorská kariéra celkově | Seniorská kariéra celkově | 4  | 1 | 0 | 1  | 0  |